# استئصال البظر
استئصال البظر هو الاستئصال الجراحي للبظر أو الإزالة الجزئية للبظر. يمكن أن يستخدم كإجراء طبي علاجي عند  تطور السرطان في البظر أو أنتشاره فيه. وغالبا ما يتم إستئصال البظر للأطفال حديثي الولادة أو الإستئصال غير الطبي لتشويه الأعضاء التناسلية الأنثوية.

## الاستخدامات الطبية

### الأورام الخبيثة
غالبًا ما يتم استئصال البظر لإزالة الورم الخبيث ويتم ذلك في بعض الأحيان مع إستئصال جذري للفرج. قد تصبح الجراحة ضرورية أيضًا بسبب العلاج الإشعاعي العلاجي في منطقة الحوض.
من الممكن إزالة لبظر في حالة الإصابة بورد خبيث أو حدوث إصابة جسمة.

### الأطفال من ثنائي الجنس وغيرها من القضايا
الرضع الإناث الذين ولدوا مع النمط الجيني 46، XX ولكنهم يعانون من تضخم الأعضاء التناسلية /الغدة الكظرية الخلقي ويعاملون جراحيا وغالبا ما يقلل من حجم البظر دون إزالته الكاملة. و  يرجع الحجم الشاذ للبظر إلى خلل في الغدد الصماء في الرحم.
الأسباب الأخرى للجراحة تشمل القضايا التي تنطوي على صغر القضيب وأولئك الذين يعانون من اضطراب ماير Rokitansky-Kustner.

## التقنيات الجراحية
تُستخدم التقنيات الجراحية لأستئصال البظر لإزالة الورم الخبيث  الذي يمتد إلى البظر ويتم اتباع الإجراءات الجراحية في هذه الحالات وتشمل التقييم والخزعة evaluation and) biopsy).أما العوامل الأخرى التي يمكن أن تؤثر على التقنية المختارة هي العمر والحالات الطبية مثل السمنة وعدة أعتبارات واحتمال تمديد الرعاية في المستشفى وتطور العدوى في موقع الجراحة. تستعمل العملية الجراحية التخدير العام، وقبل استئصال البظر يتم أولا إجراء عملية استئصال اللمفاوية الإربية ويمتد نطاق الموقع الجراحي من سنتيمتر إلى سنتيمترين وراء حدود الورم الخبيث وقد تحتاج أيضًا إلى إزالة الغدد الليمفاوية السطحية (Superficial lymph nodes).إذا كان الورم الخبيث موجودًا في الأنسجة العضلية في المنطقة، فيتم حينئذ إزالته وفي بعض الحالات، يتوصل  الجراح على الحفاظ على البظر بالرغم من أنتشار الورم الخبيث فتتم إزالة الأنسجة السرطانية ويتم إغلاق الجرح.
قد تستخدم الرعاية اللاحقة للعمليات الجراحية الشفط (suction drainage) للسماح للأنسجة العميقة بالشفاء.تشمل المتابعة بعد الجراحة تجريد جهاز الصرف (the drainage device) لمنع الانسداد. يمكن أن تصل مدة الإقامة بالمستشفى أسبوعين. يمكن أن تكون المضاعفات هي تطور الوذمة اللمفية (lymphedema)، لكن يساعد عدم إزالة الوريد الصافي. أثناء الجراحة على منع هذه المضاعفات وفي بعض الحالات، يمكن لارتفاع القدمين والأدوية المدرة للبول أن تقلل من تراكم السوائل. أما عملية أستئصال البظر للرضع بين الجنسين تكون  بتقليل البظر بدلاً من إزالته. يقوم الجراح بقطع جذع القضيب ويخيط الحشفة. في عملية جراحية أقل شيوعًا تدعى كساد البظر، يخفي الجراح عمود البظر تحت طية من الجلد فتبقى الحشفة مرئية فقط.

## المجتمع والثقافة
وصفت عملية استئصال البظر كممارسة تهدف إلى التحكم في الحياة الجنسية للمرأة، ويبدو أن الظهور التاريخي لهذه الممارسة في الثقافات الأوروبية والشرق الأوسط. ففي القرن السابع عشر، بقي علماء التشريح منقسمين حول ما إذا كان البظر عضوًا طبيعيًا في الأنثى.يعتقد إسحاق بيكر براون (1812-1873)، وهو طبيب نسائي إنجليزي. كان رئيسًا للجمعية الطبية بلندن، أن «العادة السرية» غير الطبيعي تسبب في الهستيريا والهوس، وكان يقوم «بإزالته كلما كان تتاح  لديه الفرصة». كتب بيتر لويس ألين أن وجهات نظر براون تسببت في غضب المجتمع، وتوفي مفلس بعد طرده من جمعية التوليد. في القرن التاسع عشر، تم أعتماد الختان كعلاج للجنون  في الطب الأمريكي والإنجليزي. فقد أعتقد البعض أن الاضطرابات النفسية والعاطفية كانت مرتبطة بالأعضاء التناسلية للإناث وإزالة البظر من شأنه أن يعالج العصاب. توقف هذا العلاج في عام 1867.

### مخاوف حقوق الإنسان
استئصال البظر هي ممارسة الأكثر شيوعا في آسيا والشرق الأوسط والغرب وشمال وشرق إفريقيا لأسباب ثقافية أو دينية. وتقدر منظمة الصحة العالمية (WHO) أنه تمت ممارستها على ما يقارب 200 مليون فتاة وامرأة.
تحدثت النساء اللواتي تعرضن لمثل هذه المعاملة عن فقدهن للإحساس البدني، وفقدان الاستقلال الذاتي. ففي السنوات الأخيرة، انتقدت العديد من مؤسسات حقوق الإنسان الإدارة الجراحية هذه الممارسات.
في عام 2013، تم الكشف في مجلة طبية أن أربعة رياضيات نخبة لم يتم الكشف عن هويتهم من البلدان النامية تعرضن لاستئصال الغدد التناسلية والبظر الجزئي بعد أن كشف اختبار التستوستيرون أنهن مصابات بحالة جنسية بين الجنسين. في أبريل 2016، أدان المقرر الخاص للأمم المتحدة المعني بالصحة، داينيوس بوراس، هذه الممارسات باعتباره شكلاً من أشكال تشويه الأعضاء التناسلية الأنثوية «في غياب الأعراض أو القضايا الصحية التي تستدعي تلك الإجراءات».